# Saint-Benoît-Labre (Quebec)
Saint-Georges é um município canadense do Conselho Municipal Regional de Beauce-Sartigan em Quebec, localizado na região administrativa de Chaudière-Appalaches. É denominado em honra de Benoît Joseph Labre, nele encontra-se a Abadia de Notre-Dame-du-Bon-Conseil des cisterciens.